# Privatisations au Canada
Les privatisations au Canada impliquent plusieurs sociétés d'État qui furent privatisées par le gouvernement fédéral du Canada et les gouvernements provinciaux à partir de la seconde moitié des années 1980. Ce mouvement s'inscrit dans un contexte de la révolution conservatrice qui a vu de nombreux pays occidentaux (Grande-Bretagne, France, États-Unis, etc.) déréglementer de nombreuses industries et privatiser certaines de leurs entreprises publiques.
Le gouvernement progressiste-conservateur de Brian Mulroney (au fédéral) et le gouvernement libéral de Robert Bourassa (au Québec), élus respectivement en 1984 et 1985, sont particulièrement associés à ce mouvement. Les anciennes entreprises publiques des secteurs de l'énergie, des télécoms et des ressources naturelles ont été particulièrement concernées par les privatisations.

## Au niveau fédéral

### Chronologie

#### Gouvernement Mulroney (1984-1993)
Nouvellement élu en 1984, le gouvernement progressiste-conservateur mené par Brian Mulroney enclenche un processus de vente de certaines sociétés d'État détenues par le gouvernement fédéral. Entre 1985 et 1987 le gouvernement privatise 6 sociétés pour en conserver 55 (en avril 1987). Le processus est confirmé dans le budget 1986 et au début de 1987, le Conseil économique du Canada recommande la privatisation de la compagnie nationale Air Canada et de Pétro-Canada. Le gouvernement fédéral a récupéré 3 milliards de dollars entre 1984 et 1989 de la vente des sociétés d'État.
Le 11 février 1987, la ministre responsable de la privatisation Barbara McDougall annonce que Memotec Data Inc. a déposé la meilleure offre de rachat de Téléglobe. Memotec était en compétition avec plusieurs autres acheteurs, notamment le groupe Power Corporation et un consortium formé par la Caisse de dépôt et placement du Québec, Spar Aerosposace et les compagnies de téléphone canadiennes (notamment Bell Canada). Memotec garantit le maintien du siège social à Montréal, un régime de pensions similaire à celui du gouvernement fédéral et la possibilité donnée aux employés d'acheter des actions à prix préférentiel. La privatisation de Téléglobe est contestée par les syndicats d'employés et les deux partis d'opposition (Parti libéral et NPD) à la Chambre des Communes alors que Téléglobe était de loin la société d'État fédérale la plus rentable. La ministre McDougall promet en outre une baisse de 13 % des tarifs d'interurbains internationaux facturés par Téléglobe en 1988.
Le 12 avril 1988, le vice-premier ministre Don Mazankowski annonce la privatisation partielle (au départ à 45 %) et par étapes d'Air Canada. La privatisation devait rapporter 250 à 300 millions de dollars à la société. Les premières actions d'Air Canada sont cotées le 13 octobre 1988 après le vote de la Loi sur la participation publique au capital d’Air Canada et les dernières en juillet 1989 soit 15 mois après l'annonce initiale. L'émission d'octobre 1988 est éligible au Régime d'épargne-actions au Québec mais celle de juillet 1989 ne l'est pas.
Le gouvernement entame en 1989 des discussions sur la privatisation possible de la compagnie ferroviaire du Canadian National. Les discussions se poursuivent jusqu'en 1992 au moment où le processus de privatisation est déclenché. La privatisation se concrétisera en 1995 sous le gouvernement libéral de Jean Chrétien.
Le 1er octobre 1990 le gouvernement progressiste-conservateur dépose un projet de loi prévoyant la privatisation de 15 % de Pétro-Canada après que Michael Wilson l'ai annoncé dans son budget de février 1990. Le gouvernement conteste l'intérêt de conserver l'entreprise dans le secteur public :

« Nous n'avons pas besoin d'une société pétrolière nationale pour réglementer le marché »

— John McDermid, ministre d'État à la Privatisation et aux Affaires réglementaires
L'opération, alors la plus importante privatisation à l'époque, est bien reçue par les marchés financiers et l'industrie pétrolière. Des règles sont mises en place pour que l'entreprise demeure majoritairement détenue par des intérêts canadiens (maximum de 25 % d'actionnariat étranger et 10 % par individu quelle que soit sa nationalité).
Pétro-Canada dépose un prospectus provisoire, préalable à la cotation en bourse, le 10 mai 1991. Le montant de l'émission est alors estimé entre 500 et 600 millions de dollars pour 15 % du capital.

#### Gouvernement Jean Chrétien (1993-2003)
Le Canadien National est privatisé le 17 novembre 1995 après près de 7 ans de discussions et une annonce officielle en avril 1995. 76,2 millions d'actions sont mises en vente à l'occasion de la privatisation de la société (dont 40 % destinées aux investisseurs institutionnels canadiens – fonds de pension et sociétés d'investissements – un autre 40 % aux investisseurs institutionnels étrangers et 20 % auprès des particuliers). Les actions du CN rencontrent un fort intérêt des investisseurs à la mise en vente : initialement fixé entre 22,50 $ et 25,50 $, le prix de vente est relevé dans une fourchette de 25,50 $ à 27,50 $ (finalement fixé à 27 $) ce qui augmente de plusieurs millions les recettes attendues pour le gouvernement fédéral. Ce dernier prévoyait empocher près de 2 milliards de dollars de cette opération. La privatisation du CN s'accompagne de cessions de lignes et de réductions d'emplois (11 000 en trois ans plus 1 000 par années de 1996 à 2000) pour améliorer la rentabilité de l'entreprise nouvellement privée.

### Liste des privatisations
| Société                | Date            | Montant ($ m.) | Détails                                        |
| ---------------------- | --------------- | -------------- | ---------------------------------------------- |
| Air Canada             | 13 octobre 1988 | 13,2           | Émission en bourse de 43 % du capital,         |
| Air Canada             | 19 juillet 1989 | 473,8          | Émission en bourse des 57 % restants           |
| Canadair               | 31 octobre 1986 | 293            | Vente de l'intégralité du capital à Bombardier |
| De Havilland           | 3 décembre 1985 | 155            | Vente de l'intégralité du capital à Boeing     |
| Les Arsenaux canadiens | 3 décembre 1985 | 92,2           | Vente de l'intégralité du capital à SNC        |
| Téléglobe              | 11 février 1987 | 608,3          | Vente de l'intégralité du capital à Memotec,   |

## Au Québec

### Chronologie

#### Gouvernement Lévesque (1976-1985)
Le gouvernement annonce lors de son second mandat vouloir privatiser les succursales de la Société des alcools du Québec (SAQ), ce qui suscite l'intérêt des chaînes d'épiceries Steinberg et Provigo. Le ministère de l'Industrie et du Commerce (MIC) indique vouloir privilégier une vente à des coopératives d'employés, qui pourrait éventuellement être financé par les Caisses Desjardins et la Société de développement des coopératives (société d'État dépendant du MIC). Le projet n'est pas mené à son terme et les succursales demeurent propriété de la SAQ.

#### Gouvernement Bourassa (1985-1994)
Lors de la campagne pour les élections de 1985, le Parti libéral du Québec annonce qu'élu, il privatiserait la Société québécoise d'initiatives pétrolières (SOQUIP) en vendant ses actifs à Gaz Métropolitain pour une centaine de millions de dollars.
Le Parti libéral du Québec remporte le 2 décembre 1985 une majorité écrasante à l'Assemblée nationale. Pierre Fortier est nommé ministre délégué à la Privatisation et reçoit en juin 1986 un rapport détaillé sur la situation des entreprises publiques au Québec et les possibilités de privatisation.
Le 19 janvier 1986, le premier ministre du Québec Robert Bourassa annonce son intention de procéder à la privatisation de Québecair. Le premier ministre pose cependant certaines conditions à la privatisation de la compagnie aérienne (notamment sur le maintien des liaisons aériennes vers les régions éloignées et le maintien de l'emploi). Le gouvernement annonce en juillet 1986 la cession de la compagnie aérienne à Nordair-Métro pour environ 10 000 000 $. La somme est révisée à la baisse à 5 000 000 $ en septembre 1987 à la suite d'une nouvelle entente avec Nordair. L'entente garantit que le contrôle de l'entreprise et son siège social restent au Québec pendant une période de 7 ans.
Le 20 octobre 1986, le ministre délégué aux Pêcheries Robert Dutil et Pierre Fortier annoncent la privatisation de la société Madelipêche, crée en 1978. Le gouvernement du Québec en était devenu l'unique actionnaire quand la coopérative avait fait faillite, et avait fourni 42 000 000 $ en financements jusqu'en 1986. Au moment de l'annonce, l'entreprise comptait 4 usines, 8 bateaux et employait 1 000 personnes. La société est vendue en février 1987 pour 3 000 000 $ alors que sa valeur était évaluée à 7 000 000 $.
À l'automne 1988 le gouvernement indique avoir complété son programme de privatisation même si d'autres opérations demeurent possibles.
Entre 1986 et 1994 le gouvernement provincial a procédé à 38 privatisations pour une valeur de 1,4 milliard de dollars (dont 1,1 milliard payé comptant). Si 925 millions ont été laissés aux sociétés d'État concernées, 295 millions ont été récupérés directement par le gouvernement.

#### Gouvernement Johnson fils (1994)
Le budget Bourbeau présenté le 12 mai 1994 annonce une relance du processus de privatisations et souhaite vouloir céder l'ensemble des placements de la SGF, de la Soquip, les opérations de la SAQ, des établissements et immeubles de la Sépaq et de la SIQ ainsi que le Village olympique.
Plusieurs opérations aboutissent avant les élections de septembre 1994 :
- La vente du mont Sainte-Anne est conclue en août 1994 mais à un prix plus faible qu'espéré (11 millions de dollars)[29],[30].
- Sidbec-Dosco ;
- La participation de Rexfor dans Panneaux Chambord.

### Liste des privatisations
| Société                              | Date              | Montant ($ m.) | Détails                                                     |
| ------------------------------------ | ----------------- | -------------- | ----------------------------------------------------------- |
| Bell, SAL et Atlas (mines d'amiante) | 5 septembre 1992  | 34,3           | Vente de l'intégralité du capital à Mazarin                 |
| Bio Méga                             | 11 août 1988      | 23,4           | Vente de la participation de la SGF à Boehringer Ingelheim  |
| Donohue                              | 7 juillet 1987    | 320            | Vente de l'intégralité du capital à Quebecor                |
| Cambior (mines d'or SOQUEM)          | 13 août 1986      | 180            | Émission en bourse de 82,5 % du capital,                    |
| Cambior (mines d'or SOQUEM)          | 7 avril 1993      | 53,7           | Vente des 17,5 % restants,                                  |
| Groupe MIL (Tracy)                   | 19 juillet 1991   | 90             | Vente des actifs à GEC Alsthom                              |
| Louvem (mine d'or)                   | 5 novembre 1987   | 8,4            | Vente de la participation de 22 % de la SOQUEM,             |
| Madelipêche                          | 19 novembre 1987  | 3              | Vente de l'intégralité du capital,                          |
| Mont Sainte-Anne                     | août 1994         | 11             | Vente de l'intégralité du capital                           |
| Newport (pêcherie)                   | 8 février 1988    | 3,5            | Vente de la participation du gouvernement aux pêcheurs,     |
| Papier Cascades Cabano               | 31 août 1987      | 11             | Vente de la participation de REXFOR à Cascades,             |
| Panofor                              | 29 octobre 1987   | 14             | Vente de la participation de REXFOR à Normick Perron        |
| Place Desjardins                     | 26 mars 1992      | 98,3           | Vente de la participation de 49 % de la SIQ                 |
| Provigo                              | 17 mars 1986      | 48,4           | Vente de la participation de 6,8 % de la Soquia à Unigesco, |
| Québecair                            | 8 septembre 1987  | 5              | Vente de l'intégralité du capital à Nordair-Métro,          |
| Raffinerie de sucre du Québec        | 19 septembre 1986 | 2,9            | Vente de l'intégralité du capital à Lantic,                 |
| Soquip–Alberta                       | 27 décembre 1986  | 196,5          | Vente de la filiale de la Soquip,                           |